# Exoneura cliffordiella
Exoneura cliffordiella là một loài Hymenoptera trong họ Apidae. Loài này được Rayment mô tả khoa học năm 1953.